# جورج دبليو. بوند
جورج دبليو. بوند (بالإنجليزية: George W. Bond)‏ هو أكاديمي أمريكي، ولد في 6 أبريل 1891 في Summers, Arkansas ‏ في الولايات المتحدة، وتوفي في 14 مايو 1974 في فايتفيل في الولايات المتحدة.